# Auchinairn
Auchinairn (Schots-Gaelisch: Achadh an Fheàrna) is een dorp in de Schotse council East Dunbartonshire in het historisch graafschap Dunbartonshire in de buurt van Glasgow.